# 他拉
他拉，天主教翻譯為“特辣黑”（希伯來語：或，或Térach，字面意思為野山羊，另一個意思為流浪者）是圣经中记载的人物。在《創世紀》中，他是拿鶴的兒子，亞伯拉罕的父親。為亚法撒的後裔。
此外，這也是一個地名。

## 人名
他拉是亚伯拉罕的父亲。根据创世纪11章中的记载，拿鹤是他拉的儿子。而他拉有3个儿子：亚伯兰，拿鹤和哈兰。而根据创世纪20:12，亚伯拉罕的妻子撒拉是他同父异母妹妹，因此也是他拉的女儿。他拉住在迦勒底的吾珥，后来带着儿子亚伯拉罕、儿媳，和孙子罗得（哈兰的儿子），从吾珥前往迦南。他拉共活了二百零五岁，死在半路中的哈兰 (土耳其)。约书亚记记载他拉“事奉别神”

## 地名
他拉也是圣经中的一个地名，以色列人在出埃及途中曾在此停留。